# Lake Hinemaiaia (A)
Der Lake Hinemaiaia (A), der zum seit 1952 bestehenden Hinemaiaia Power Scheme gehört, ist einer von zwei Stauseen in diesem System, die sich im Taupō District der Region Waikato auf der Nordinsel von Neuseeland befinden.

## Geographie
Der Lake Hinemaiaia ist der ersten der beiden Stauseen und liegt rund 8 km südwestlich der Mündung des Hinemaiaia River in den Lake Taupō und rund 26 km ostnordöstlich von Tūrangi, einer Stadt, die am südlichen Ende des Lake Taupō liegt. An seiner nordöstlichen Seite zieht sich eine Bergkette hin, die im Osten mit dem 705 m hohen Moungatera ihren Höhepunkt findet. Der See selbst liegt auf eine Höhe von ca. 485 m. Er erstreckt sich, seinen Arm am südlichen Ende mit eingerechnet, über eine Fläche von rund 21,8 Hektar und misst insgesamt rund 1,0 km in Nordwest-Südost-Richtung. Die maximale Breite beträgt rund 320 m in Südwest-Nordost-Richtung und in Bezug auf seine Uferlinie kann rund 2,5 km ermittelt werden.
In anderen Quellen wird dem Stausee eine Fläche von 33 Hektar zugeschrieben.
Gespeist wird der Stausee hauptsächlich durch den von Süden zufließenden Hinemaiaia Stream, der das Gewässer auch am nordwestlichen Ende über ein Kraftwerk zur Stromerzeugung wieder verlässt.

## Absperrbauwerk
Der See wird durch eine ca. 100 m lange Erdaufschüttung aufgestaut. Der Damm besitzt an seinem südlichen Ende den Ausfluss über zwei Rohre zum rund 135 m entfernten Kraftwerk.

## Kraftwerk
Das Kraftwerk wurde im Jahr 1952 in Betrieb genommen. Zwei weitere Kraftwerke folgten flussabwärts des Hinemaiaia Stream, wobei das letzte, das des Lake Hinemaiaia (C), im Jahr 1982 in Betrieb gegangen ist. Alle drei Kraftwerke zusammen besitzen eine Kapazität von 6,8 Megawatt und liefern eine Leistung von insgesamt 30 GWh pro Jahr.